# غدة بنفسجية

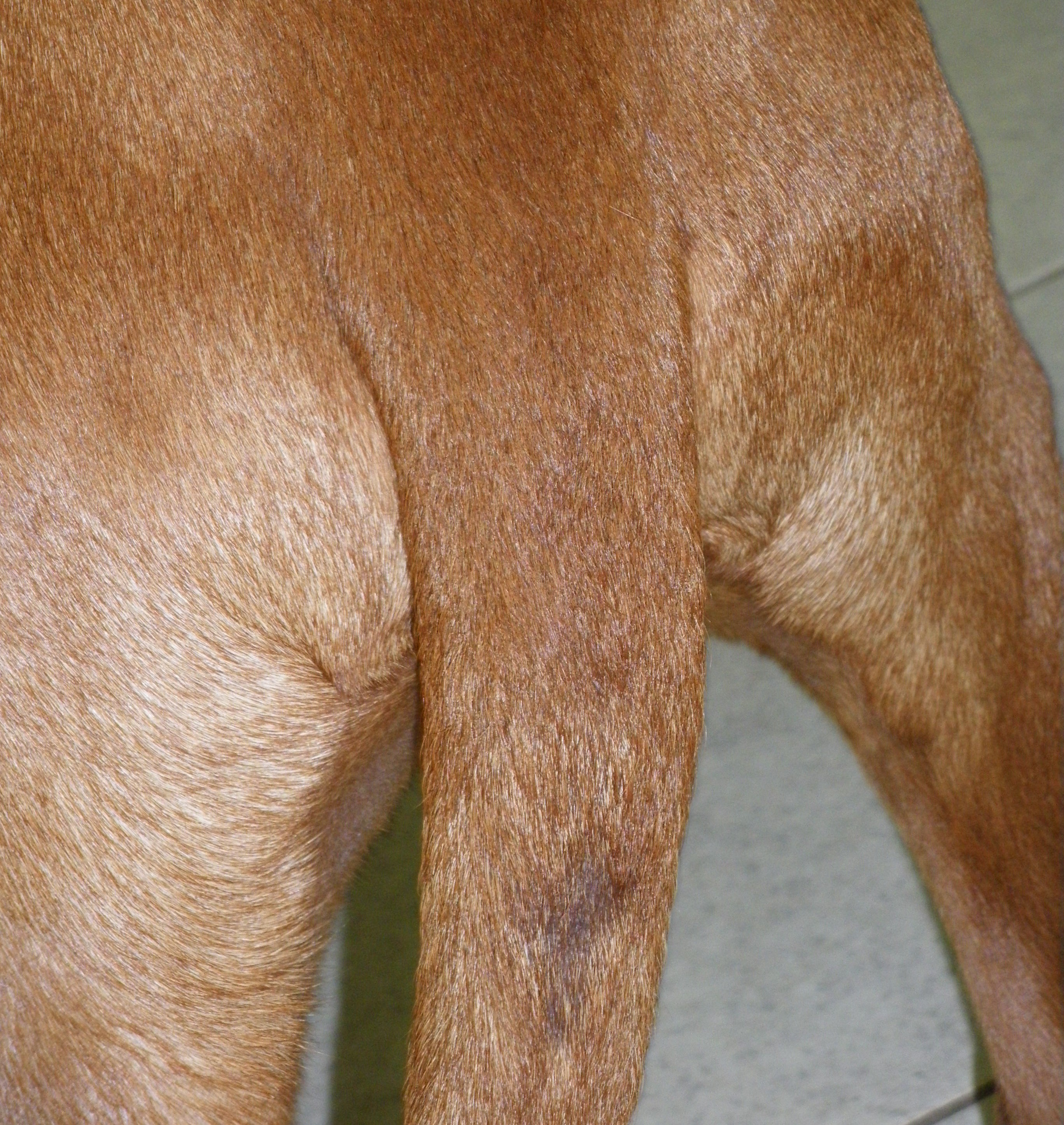
كلب روديسيان ريدجباك (جنس غير معروف) مع «ذيل جويط»: فقدت الغدة البنفسجية الشعر وتظهر كغمازة داكنة.

الغدة البنفسجية (بالإنجليزية: Violet Gland)‏ أو الغدة الفوق ذيلية هي غدة تقع علي السطح العلوي من ذيل بعض الثدييات، كالغرير الأوروبي والكلبيات مثل الثعالب، الذئاب،  والكلاب الأليفة،  وأيضًا مثل القطط الأليفة. كالعديد من غدد إفراز الثدييات، تتكون الغدة البنفسجية من مسامات عرق معدلة والغدد الدهنية. تستخدم الغدة للإشارة البين نوعية، تحديد المنطقة بالرائحة، وتساهم في الرائحة النفاذة للثعالب تحديدًا. بالرغم من أنها تفرز خليطًا من التربين التطايري مشابهًا لهذا التي يتم إفرازها من زهور البنفسج (لهذا سميت الغدة بهذا الاسم)، تنتج المواد الكيميائية بكمية أكبر من التي في الزهور، والرائحة القوية الناتجة يمكنها أن تكون كريهة بعض الشئ.

## في الأنواع
في الكلاب، توجد الغدة البنفسجية تقديريًا أعلي الفقرة الذيلية التاسعة، لكن بناًء علي النوع يمكنها أن تكون لاوظيفية أو غائبة تمامًا. تفرز الغدة البنفسجية دهون بروتينية وكَلِبة، لديها قنوات مفرزة عريضة، موصولة بشعر خشن، خالية من الخراجات، ولا يختلف شكلها بين الجنسين. بالرغم من ذلك، لأسباب لازالت غير معروفة يميل الشعر عند الغدة البنفسجية إلي السقوط عندما ترتفع مستويات الآندروجين لفترة طويلة.عادًة ما تظهر الغدة بالأنواع ذوات الشعر القصير في شكل رقعة واضحة من الشعر الخفيف.
بالثعالب، توجد الغدة البنفسجية علي الجزء العلوي من الذيل، علي ثلث طول الذيل من الجسم، وتقدر بنحو 25 في 7.5 مليمتر عند الثعالب الحمراء. بسبب دورها في أيض هرمون الستيرويد (وممكن أيضًا إنتاجها)، لا يمكن للثعالب أن تزال رائحتهم بإزالة هذه الغدة. لأسباب مجهولة، تسطع إفرازات الغدة تحت الضوء فوق البنفسجي; يمكن أن ينتج هذا عن وجود الكاروتينات.

## روابط خارجية
- عن الثعالب
- التاريخ الطبيعي للغرير الأوروبي
- التاريخ الطبيعي للثعلب الأحمر